# Gotthilf Christoph Struensee
Gotthilf Christoph Struensee, seit 1803 von Struensee (* 12. Dezember 1746 in Halle; † 3. April 1829 in Neu-Schönwalde, Kreis Elbing, Westpreußen; heute: Krasny Las, Stadtteil von Elbląg, Polen) war Bankdirektor in Elbing und Besitzer des Privatgutes Cadinen; er wurde am 26. Dezember 1803 in Berlin in den preußischen Adelsstand erhoben.

## Leben und Wirken

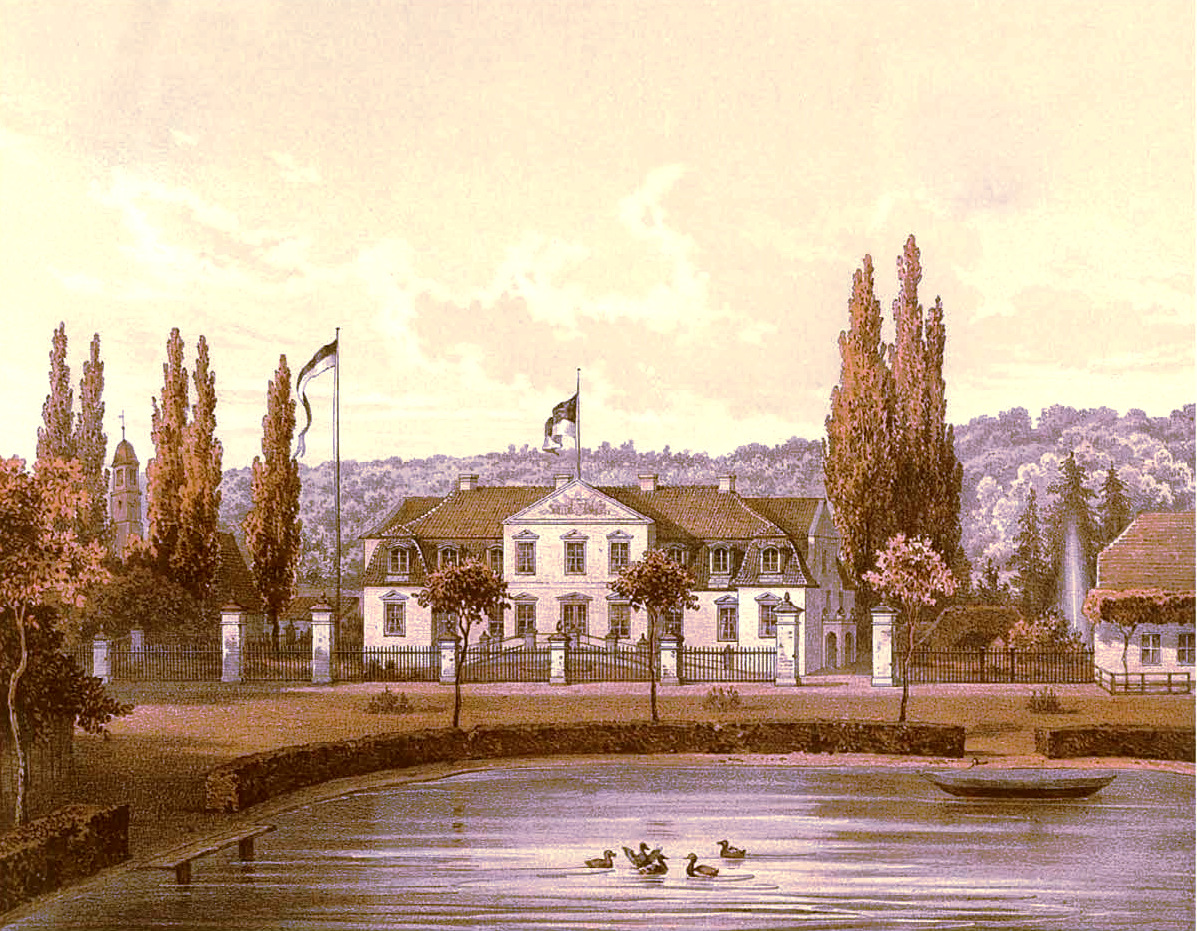
Rittergut Cadinen um 1860, Sammlung Duncker

Gotthilf Christoph Struensee war Angehöriger der Familie Struensee und der jüngste Sohn von Adam Struensee (1708–1791), dem Pastor und Theologieprofessor in Halle sowie späteren Generalsuperintendent der Herzogtümer Schleswig und Holstein. Seine Mutter Maria Dorothea war die Tochter des Mediziners und Leibarzt des dänischen Königs Johann Samuel Carl (1677–1757). Einer seiner Brüder war Johann Friedrich Struensee (1737–1772) der seit 1769 Leibarzt des dänischen Königs Christian VII. war und zu dessen einflussreichstem Ratgeber und faktischem Regent von Dänemark wurde, ehe er 1772 gestürzt und hingerichtet wurde.
Von Struensee zog 1782 als Bankdirektor nach Elbing als Nachfolger seines ältesten Bruders Carl August von Struensee (1735–1804), der 1777 als dänischer Justizrat auf Veranlassung von Friedrich dem Großen ein staatliches Bankkontor, damals Königliche Bank-Commandite genannt, in Elbing begründet hatte.
1786 erwarb Struensee Landgüter in Alt-Schönwalde sowie 1788 in Neu-Schönwalde, darunter ab 1804 das Privatgut Cadinen, welches er bis 1814 besaß.
Von Struensee starb am 3. April 1829 in Neu-Schönwalde und liegt auf dem Kirchhof in Dörbeck dicht vor dem Kirchenportal begraben. Neben ihm ist sein Sohn Ferdinand (1786–1835) bestattet, der die Landgüter in Schönwalde von seinem Vater geerbt hatte. Mit ihm starben die Struensees in der Elbinger Gegend aus. Die überlebende Tochter Christine (* 3. Februar 1783; † 21. Oktober 1862) heiratete im Jahr 1800 Leopold Ludwig von Dewitz (* 10. September 1776; † 24. September 1846), Herr auf Daber.